# División Suroeste de la NBA
La División Suroeste es una de las tres divisiones Conferencia Oeste de la NBA. Es posiblemente la división más dura en la liga. Los Dallas Mavericks, Houston Rockets, Memphis Grizzlies y los San Antonio Spurs procedían de la ahora extinta División Medio Oeste y los New Orleans Pelicans han venido de la División Central en la Conferencia Este (los Hornets, cuando jugaron en Charlotte, que también pasó una temporada en la División Centro-Oeste).
Tres de los equipos están basados en Texas, lo que convierte a ese estado en el segundo con más franquicias de la NBA tras California. Las divisiones actuales se han conformado desde el comienzo de la temporada 2004-05.

## Equipos actuales
| Equipo | Ciudad                      | Año   | Desde            |
| Equipo | Ciudad                      | Unión | Unión            |
| --- | --------------------------- | ----- | ---------------- |
| Dallas Mavericks | Dallas, Texas               | 2004  | Midwest Division |
| Houston Rockets | Houston, Texas              | 2004  | Midwest Division |
| Memphis Grizzlies | Memphis, Tennessee          | 2004  | Midwest Division |
| New Orleans Pelicans (2013–presente) New Orleans Hornets (2002–2005, 2007–2013) New Orleans/Oklahoma City Hornets (2005–2007) | New Orleans y Oklahoma City | 2004  | Central Division |
| San Antonio Spurs | San Antonio, Texas          | 2004  | Midwest Division |

1. ↑  Los New Orleans Hornets fueron recolocados temporalmente en Oklahoma City debido a los efectos del huracán Katrina. La mayor parte de los partidos se jugaron en Oklahoma City, mientras que unos pocos pudieron disputarse en New Orleans.

### Equipos a lo largo de la historia
|  | Denota equipo que pertenece actualmente a la división |
|  | Denota equipo que dejó la división                    |

## Campeones
|  | Obtiene o iguala el mejor balance victorias-derrotas de esa temporada |

| Temporada | Equipo              | Récord       | Resultado en playoffs             |
| --------- | ------------------- | ------------ | --------------------------------- |
| 2004-05   | San Antonio Spurs   | 59–23 (.720) | Gana Finales de la NBA            |
| 2005-06   | San Antonio Spurs   | 63–19 (.768) | Pierde Semifinales de Conferencia |
| 2006-07   | Dallas Mavericks    | 67–15 (.817) | Pierde 1.ª ronda                  |
| 2007-08   | New Orleans Hornets | 56–26 (.683) | Pierde Semifinales de Conferencia |
| 2008-09   | San Antonio Spurs   | 54–28 (.659) | Pierde 1.ª ronda                  |
| 2009-10   | Dallas Mavericks    | 55–27 (.671) | Pierde 1.ª ronda                  |
| 2010-11   | San Antonio Spurs   | 61–21 (.744) | Pierde 1.ª ronda                  |
| 2011-12   | San Antonio Spurs   | 50–16 (.758) | Pierde Finales de Conferencia     |
| 2012-13   | San Antonio Spurs   | 58–24 (.707) | Pierde Finales de la NBA          |
| 2013-14   | San Antonio Spurs   | 62–20 (.756) | Gana Finales de la NBA            |
| 2014-15   | Houston Rockets     | 56–26 (.683) | Pierde Finales de Conferencia     |
| 2015-16   | San Antonio Spurs   | 67–15 (.817) | Pierde Semifinales de Conferencia |
| 2016-17   | San Antonio Spurs   | 61–21 (.744) | Pierde Finales de Conferencia     |
| 2017-18   | Houston Rockets     | 65–17 (.793) | Pierde Finales de Conferencia     |
| 2018-19   | Houston Rockets     | 53–29 (.646) | Pierde Semifinales de Conferencia |
| 2019-20   | Houston Rockets     | 44–28 (.611) | Pierde Semifinales de Conferencia |
| 2020-21   | Dallas Mavericks    | 42–30 (.583) | Pierde 1.ª ronda                  |
| 2021-22   | Memphis Grizzlies   | 56–26 (.683) | Pierde Semifinales de Conferencia |
| 2022-23   | Memphis Grizzlies   | 51–31 (.622) | Pierde 1.ª ronda                  |
| 2023-24   | Dallas Mavericks    | 50–32 (.610) | Pierde Finales de la NBA          |
| 2024-25   | Houston Rockets     | 52–30 (.634) | Pierde 1.ª ronda                  |

## Títulos
| Equipo                       | Títulos | Temporada(s)                                                                    |
| ---------------------------- | ------- | ------------------------------------------------------------------------------- |
| San Antonio Spurs            | 9       | 2004-05, 2005-06, 2008-09, 2010-11, 2011-12, 2012-13, 2013-14, 2015-16, 2016-17 |
| Houston Rockets              | 5       | 2014-15, 2017-18, 2018-19, 2019-20, 2024-25                                     |
| Dallas Mavericks             | 4       | 2006-07, 2009-10, 2020-21, 2023-24                                              |
| Memphis Grizzlies            | 2       | 2021-22, 2022-23                                                                |
| New Orleans Hornets/Pelicans | 1       | 2007-08                                                                         |